# تشارلز إل. بيندكت
تشارلز إل. بيندكت (بالإنجليزية: Charles L. Benedict)‏ هو محامي وقاضي وسياسي أمريكي، ولد في 2 مارس 1824، وتوفي في 8 يناير 1901. انتخب عضو جمعية ولاية نيويورك.